# Архимандрит Никодим (Јањушевић)
Никодим Јањушевић, свјетовно Никола, (Озринићи код Никшића, 6. децембар 1875 — Манастир Жупа Никшићка, 29. јун 1941) био је српски православни архимандрит, официр, командант црногорске војске и старјешина манастира Жупа Никшићка.

## Породица
Отац му се звао се Стојан, а мајка Вемија. Брат му је био Живко Јањушевић, такође истакнути црногорски устаник и комита.

## Школовање и црквена служба
Завршио је Богословију на Цетињу и опредијелио се да постане монах. За јерођакона је рукоположен је 22. октобра 1899. године, а јеромонах постаје 24. септембра 1900. године. Учествовао је у српским ослободилачким ратовима од 1912. до 1918. године, а својој Цркви и свом народу је служио скоро пола вијека, удостојивши се да пред крај живта мученички пострада. Према неким подацима, игуман постаје 2. априла 1923. године, а архимандрит сутрадан, 3. априла 1923. године. Због пристајања уз политику краља Николе Петровића у вези сједињења Црне Горе и Србије, Јањушевић је, послије двије године комитовања, побјегао у Гаету. Сљедеће године Јањушевић је упућен у Бари, код руског архиепископа Георгија који је био емигрирао након Октобарске револуције, да га рукоположи за архимандрита. Једно вријеме је био кандидат за насљедника црногорско-приморског митрополита Митрофана Бана, који је умро крајем септембра 1920. године. У Италију је као црногорски комита емигрирао током 1920. године, одакле је 1922. године отишао за Сјеверну Америку (Сједињене Америчке Државе).
У Америци је остао неколико година, гдје је успоставио дијецезу православне цркве, за оне Црногорце који нису прихваћали нестанак црногорске државе, као ни начин сједињења покрајинских српских митрополија, од 1918. до 1922. године. Претпоставља се да је у САД остао до 1926. године, бринући се о духовном животу тамошње црногорске политичке и економске емиграције. Боравио је током марта 1923. године у Њујорку, а потом је 12. априла 1923. године стигао у Детроит. Одржавао је везу и преписку и остватривао сусрете са руским митрополитом у Њујорку Платоном, те митрополитом грчке цркве Александром. Године 1923. Никодим Јањушевић је службовао у Детроиту у САД, као свјештеник православне цркве – „Свети Василије Острошки“ која се налазила у Детриоту. Ту је он вршио Божју службу, крштења, миропомазања, Литургије и друге религиозне обреде. Био је ангажован међу црногорским политичким емигрантима. Његову дјелатност биљежили су са посебним пијететом и пажњом и листови „Црногорски гласник“, који је излазио у Детроиту, и „Американски глас Црногорца“ који је излазио у Чикагу. У Краљевину СХС вратио се 1926. године, пошто је од власти помилован.

## Страдање
Архимандрит Никодим је био велики хришћанин, духовник и стваралац који је ширио хришћанску истину, будио црквену и националну свијест не само у српским земљама већ и у Сједињеним Америчким Државама. У току Другог свјетског рата налазио се на дужности старјешине манастира Жупе код Никшића. Заслужан је за изградњу старог манастиског конака, 1928. године. Био је прва жртва комуниста у никшићком крају. Партизани су га убили 29. јуна 1941. године без икаквог разлога. Тога дана, у вечерњим часовима, архимандрит Никодим се, послије напорног рада на манастирском имању, одмарао на тераси манастирског конака. Тада се пред манастирском капијом појавила једна група партизана. Архимандрит се повукао у своју келију. Ушао је унутра, закључао врата и сјео. Ходником су се зачули кораци групе људи. Келија је била закључана. Када су стигли до архимандритове собе, партизани су почели да лупају на врата и викали да им отвори, иначе ће они сами провалити. Знајући за њихово богоборачко настројење, као и за то какве га муке чекају, архимандрит је повикао: "Губите се, ниткови!" У том тренутку се зачуо рафал. Партизани су пуцали кроз врата архимандритове келије. Архимандрит је пао мртав. Партизани су послије тога провалили врата, провјерили да ли је мртав и сишли у приземље. Када су сишли у приземље, почели су да пљачкају манастир. Однијели су скоро све манастирске драгоцјености и шеснаест игуманових одликовања. Када су манастирски оци нашли игумана Никодима, видјели су да је убијен са шест метака из аутоматског оружја.
Црногорски правник и публициста Новак Аџић, у свом тексту о Никодиму Јањушевићу не наводи податак да је он убијен од комуниста у свом манастиру Жупа Никшићка, као и да је као такав (игуман тог манастира) био органски дио Српске православне цркве. Пошто се те чињенице не уклапају у његове политичке и фалсификаторске интерпретације историје Црне Горе и руше настојања да се архимандрит прикаже као антисрбин и национални Црногорац, те податке и не наводи. О његовој смрти је записао: У Краљевину СХС вратио се 1926. године, пошто је пријетходно помилован. Кад се вратио у Југославију, Никодим Јањушевић живио је у својим родним Озринићима. Убијен је 27. јуна 1941. године од стране пљачкаша, који су му, пошто су га убили, украли бројне ордене, личне и манастирске ствари. Његово убиство није извршено из политичких разлога, већ из користољубља.

## Одликовања
Био је носилац бројних црногорских одликовања попут „Даниловог ордена“ („Крст о грлу I реда“), златне црногорске „Обилића Медаље“, „Споменице устанка 1918″ („Гаетуше“), „Јубиларне медаље“... Предсједник црногорске Владе у прогонству Јован Симонов Пламенац је упутио наредбу „Команди црногорских трупа у Гаети“ у Италији, у којој је истакао ово: „Његово Величанство Краљ Господар благоизволио је наредити, да се одликује ‘Обилића Медаљом’, архимандрит Никодим Јањушевић, резервни командир. Ово високо одликовање даје му се у знак признања за особиту храброст, коју је показао у борбама противу окупационих трупа србијанских у години 1918. Шеснаест његових одликовања    су, након што су га убили 29. јуна 1941., украдена од комунистичко-партизанске групе пљачкаша.